# Solució química

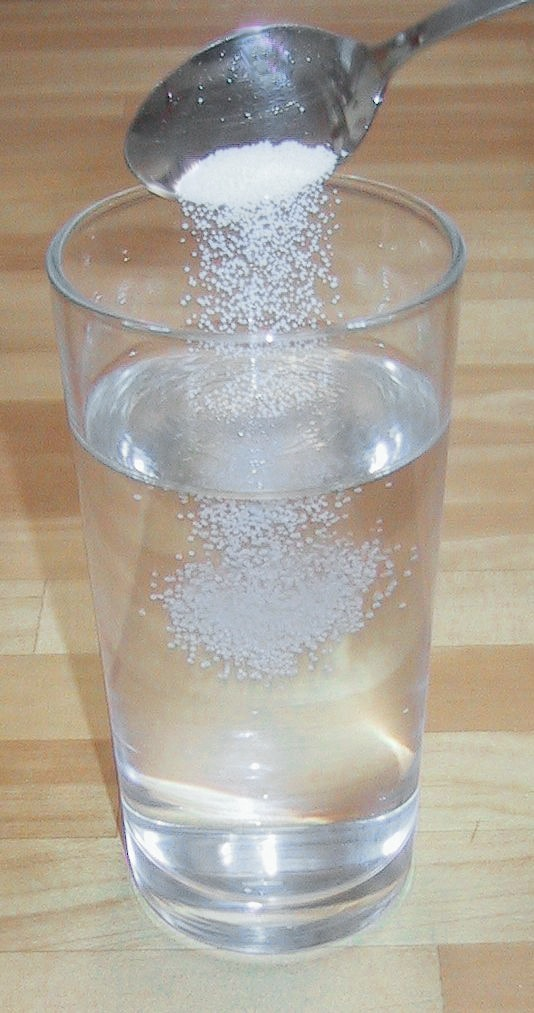
Preparació d'una solució d'aigua i sal

En química, una solució o dissolució (del llatí disolutio) és una mescla o barreja homogènia a nivell molecular de dues o més substàncies pures que no reaccionen entre si, en les que les diferents substàncies que formen una dissolució s'hi poden trobar en proporcions variables. Anomenem solució tant a l'acció de dissoldre com al líquid homogeni que en resulta de l'acció en si.
Una dissolució saturada és aquella que no admet més solut en dissolució. Una dissolució insaturada és aquella que admet més solut en dissolució, i una dissolució sobresaturada és aquella que conté més solut dissolt que la saturada. És inestable i el solut tendeix a precipitar-se.
En una solució es distingeix entre el dissolvent, el compost majoritari, i el solut, el compost minoritari. La quantitat de solut que es pot dissoldre en un dissolvent determinat vindrà determinada per la solubilitat d'aquest solut. Trobem solucions en fase líquida, gasosa o sòlida, depenent de l'estat físic del component majoritari, o dissolvent.
Tota dissolució està formada per una fase dispersa anomenada solut i un medi dispersant denominat dissolvent. També es defineix dissolvent com la substància que existeix en major quantitat que el solut en la dissolució. Si ambdós, solut i dissolvent, existeixen en igual proporció (com un 50% d'etanol i un 50% d'aigua en una dissolució), la substància que és més sovint utilitzada com dissolvent és la que es designa com a tal (en aquest cas, l'aigua). Una dissolució pot estar formada per un o més soluts i un o més dissolvents. Una dissolució serà una barreja en la mateixa proporció en qualsevol quantitat que prenguem (per petita que sigui la gota), i no es podran separar per centrifugació ni filtració.
Un exemple comú podria ser un sòlid dissolt en un líquid, com la sal o el sucre dissolt en aigua (o fins i tot l'or en mercuri, formant una amalgama) 
Es distingeix d'una suspensió, que és una barreja en la qual el solut no està totalment disgregat en el dissolvent, sinó dispersat en petites partícules. Així, diferents gotes poden tenir diferent quantitat d'una substància en suspensió. Mentre una dissolució és sempre transparent, una suspensió presentarà turbidesa, serà translúcida o opaca. Una emulsió serà intermèdia entre dissolució i suspensió.

## Característiques generals
Les característiques generals de les solucions químiques són:
1. Són barreges homogènies
2. La quantitat de solut i la quantitat de dissolvent es troben en proporcions que varien entre certs límits. Normalment el dissolvent es troba en major proporció que el solut, encara que no sempre és així. La proporció que tinguem de solut en el si del dissolvent depèn del tipus d'interacció que es produeixi entre ells. Aquesta interacció està relacionada amb la solubilitat del solut en el dissolvent. Una dissolució que contingui poca quantitat és una dissolució diluïda. A mesura que augmenti la proporció de solut tindrem dissolucions més concentrades, fins que el dissolvent no admet més solut, llavors la dissolució és saturada. Per sobre de la saturació tenim les dissolucions sobresaturades. Per exemple, 100g d'aigua a 0 °C són capaces de dissoldre fins a 37,5g de NaCl (clorur de sodi o sal comuna), però si barregem 40g de NaCl amb 100g d'aigua a la temperatura assenyalada, quedarà una solució saturada.
3. Les seves propietats físiques depenen de la seva concentració:
  1. Dissolució HCl (àcid clorhídric) 12 mol/L Densitat = 1,18 g/cm³
  2. Dissolució HCl (àcid clorhídric) 6 mol/L Densitat = 1,10 g/cm³
4. Els seus components se separen per canvis de fases, com la fusió, evaporació, condensació, etc.
5. Tenen absència de sedimentació, és a dir al sotmetre una dissolució a un procés de centrifugació les partícules del solut no sedimenten degut al fet que la grandària de les mateixes són inferiors a 10 ºA.
6. Els seus components s'uneixen i es genera el solvent mitjançant el procés denominat decontriació.

### Coneixements aplicats
En funció de la naturalesa de soluts i solvents, les lleis que regeixen les dissolucions són diferents.
- Sòlids en sòlids: Lleis de les dissolucions sòlides.
- Sòlids en líquids: Lleis de la solubilitat.
- Sòlids en gasos: Moviments brownians i lleis dels col·loides.
- Líquids en líquids: Tensió interfacial.
- Gasos en líquids: Llei de Henry.

## Tipus de dissolucions

### Pel seu estat d'agregació

#### Sòlids

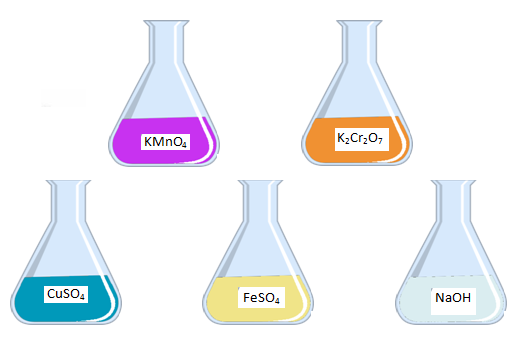
Exemples de dissolucions líquides

- Sòlid en sòlid: quan tant el solut com el solvent es troben en estat sòlid. Un exemple clar d'aquesta mena de dissolucions són els aliatges, com el zinc en l'estany.
- Gas en sòlid: un exemple és l'hidrogen (gas), que es dissol bastant bé en metalls, especialment en el pal·ladi (sòlid).[4] Aquesta característica del pal·ladi s'estudia com una forma d'emmagatzematge d'hidrogen.
- Líquid en sòlid: quan una substància líquida es dissol juntament amb un sòlid. Les amalgames es fan amb mercuri (líquid) barrejat amb plata (sòlid).

#### Líquid
- Sòlid en líquid: aquest tipus de dissolucions és de les més utilitzades, perquè es dissolen en general petites quantitats de substàncies sòlides en grans quantitats líquides. Un exemple clar d'aquest tipus és la mescla d'aigua amb sucre

- Gas en líquid: per exemple, oxigen en aigua o diòxid de sofre en aigua.
- Líquid en líquid: aquesta és una altra de les dissolucions més utilitzades. Per exemple, diferents mescles d'alcohol en aigua (canvia la densitat final). Un mètode per a tornar a separar-les és per destil·lació.

#### Gas
- Gas en gas: són les dissolucions gasoses més comunes. Un exemple és l'aire (compost per oxigen i altres gasos dissolts en nitrogen). Atès que en aquestes solucions gairebé no es produeixen interaccions moleculars, les solucions que els gasos formen són bastant trivials. Fins i tot en part de la literatura no estan classificades com a solucions, sinó com a mescles.[5]
- Sòlid en gas: no són comuns, però com a exemple es poden citar el iode sublimat dissolt en nitrogen[6] i la pols atmosfèrica dissolta en l'aire.
- Líquid en gas: per exemple, l'aire humit.[6]

#### Exemple
A continuació es presenta un quadre amb exemples de dissolucions classificades pel seu estat d'agregació on es mostren algunes combinacions possibles:
| Dissolvent | Solut | Solut                                                                              | Solut |
| Dissolvent | Gas | Líquid                                                                             | Sòlid |
| ---------- | --- | ---------------------------------------------------------------------------------- | --- |
| Líquid     | El diòxid de carboni en aigua, formant aigua carbonatada. Les bombolles visibles no són el gas dissolt, sinó solament una efervescència. El gas dissolt en si mateix no és visible en la solució. | L'etanol (alcohol comú) en aigua; diversos hidrocarburs l'u amb l'altre (petroli). | La sacarosa (sucre de taula) en aigua; el clorur de sodi (sal de taula) en aigua; or en mercuri, formant una amalgama. |
| Sòlid      | L'hidrogen es dissol en els metalls; el platí ha estat estudiat com a mitjà d'emmagatzematge. | El hexano en la cera de parafina; el mercuri en or.                                | L'acer, duraluminio, i altres aliatges metàl·lics.                                                                     |

### Per la concentració
Per la relació que existeix entre el solut i la dissolució, alguns autors classifiquen les dissolucions en diluïdes i concentrades, les concentrades se subdivideixen en saturades i sobresaturades. Les diluïdes, es refereixen a aquelles que posseïxen poca quantitat de solut amb relació a la quantitat de dissolució; i les concentrades quan posseïxen gran quantitat de solut. És inconvenient la utilització d'aquesta classificació a causa del fet que no totes les substàncies es dissolen en la mateixa proporció en una determinada quantitat de dissolvent a una temperatura donada. Ex: a 25 °C en 100g d'aigua es dissolen 0,000246g de BaSO₄. Aquesta dissolució és concentrada (saturada) perquè no admet més sal, encara que per la poca quantitat de solut dissolt hauria de classificar-se com diluïda. Per això és més convenient classificar a les solucions com no saturades, saturades i sobresaturades.

### Dissolucions empíriques
També anomenades dissolucions qualitatives, aquesta classificació no té en compte la quantitat numèrica de solut i dissolvent present i, depenent de la proporció entre ells, es classifiquen de la manera següent:
- Dissolució diluïda: és aquella en la qual la quantitat de solut que intervé està en mínima proporció en un volum determinat.
- Dissolució concentrada: té una quantitat considerable de solut en un volum determinat.

- Dissolució saturada: té la quantitat més gran possible de solut per a una temperatura i pressió donades. En aquesta existeix un equilibri entre el solut i el dissolvent.
- Dissolució sobresaturada: conté més solut del que pot existir en equilibri a una temperatura i pressió donades. Si s'escalfa una solució saturada se li pot agregar més solut; si aquesta solució és refredada lentament i no se li pertorba, pot retenir un excés de solut passant a ser una solució sobresaturada. No obstant això, són sistemes inestables; amb qualsevol pertorbació el solut en excés precipita i la solució torna a ser saturada, la qual cosa es deu al fet que es van barrejar.

#### Dissolucions valorades
A diferència de les empíriques, les dissolucions valorades quantitativament, sí que tenen en compte les quantitats numèriques exactes de solut i solvent que s'utilitzen en una dissolució. Aquest tipus de classificació és molt utilitzada en el camp de la ciència i la tecnologia, perquè en elles és molt important una alta precisió.
Existeixen tres tipus de solucions valorades: les iòniques, les elementals i les formulades
Solucions valorades iòniques. Són aquelles en les quals els components de la solució (el solut i el solvent) formen enllaços iònics. Això vol dir que es presenten dos o més ions enllaçats. D'aquests ions, un té càrrega positiva (es denomina catió) i l'altre té càrrega negativa (es denomina anió).
Solucions valorades elementals. Aquestes solucions estan formades per elements en estat pur i s'obtenen a partir de dissolucions d'altres compostos.
Solucions valorades formulades. Aquestes solucions es basen en el càlcul del pes atòmic i el nombre d'elements presents en la solució.

## Característiques de les solucions líquides
En principi, tots els tipus de líquids poden comportar-se com a dissolvents: gasos nobles líquids, metalls fosos, sals foses, xarxes covalents foses i líquids moleculars. En la pràctica de la química i la bioquímica, la majoria dels dissolvents són líquids moleculars. Es poden classificar en polars i no polars, segons si les seves molècules posseeixen un moment dipolar elèctric permanent o no. Una altra distinció és si les seves molècules poden formar enllaços d'hidrogen (dissolvents pròtics i apròtics). L'aigua, el dissolvent més utilitzat, és polar i manté enllaços d'hidrogen.

L'aigua és un bon dissolvent per a alguns materials polars perquè les molècules d'aigua són polars i capaces de formar enllaços d'hidrogen.

Les sals es dissolen en dissolvents polars, formant ions positius i negatius que són atrets pels extrems negatiu i positiu de la molècula del dissolvent, respectivament. Si el dissolvent és aigua, la hidratació es produeix quan els ions soluts carregats queden envoltats per molècules d'aigua. Un exemple estàndard és l'aigua salada aquosa. Tals solucions es denominen electròlits. Sempre que la sal es dissol en aigua, s'ha de tenir en compte l'associació d'ions.
Els soluts polars es dissolen en dissolvents polars, formant enllaços polars o enllaços d'hidrogen. Per exemple, totes les begudes alcohòliques són solucions aquoses d'etanol. D'altra banda, els soluts no polars es dissolen millor en dissolvents no polars. Alguns exemples són els hidrocarburs com l'oli i el greix, que es barregen fàcilment, però són incompatibles amb l'aigua.
Un exemple de la immiscibilitat de l'oli i l'aigua és una fugida de petroli d'un petrolier avariat, que no es dissol en l'aigua de l'oceà, sinó que sura en la superfície.

## Exemples
- L'aigua marina és una solució aquosa que té com a component majoritari l'aigua (líquid) i com a solut el clorur de sodi -sal comuna- (sòlid).[9]
- L'aigua mineral amb gas, on el dissolvent és aigua (líquid) i el solut és diòxid de carboni (gas).[9]
- L'acer és una solució sòlida de ferro (sòlid) com a dissolvent i carboni (sòlid) com a solut.[10][a]